# Исток (журнал)

Обложка журнала с фотографией обломков взорванного в Египте российского пассажирского самолёта

«Исток» — политический и религиозный журнал на русском языке, выпускавшийся Исламским государством в интернете. Его издавало «Al-Hayat Media Center» — информационное подразделение ИГ, которое занималось пропагандой. Содержит много переводных статей. Всего было выпущено четыре номера, начиная с апреля-мая 2015 года (раджаб 1436 г. х.) до апреля-мая 2016 года (раджаб 1437 г. х.).

## Содержание номеров журнала
В «Истоке» публикуются истории бойцов, обращения к мусульманам и противникам ИГ, оправдывается проведение терактов. В ноябрьском выпуске 2015 года говорилось о подрыве российского самолёта над Синаем и терактах во Франции как о «благословенных операциях», в результате которых погибли «русские крестоносцы» и «французские кафиры». Журнал призывает «муджахидов» Кавказа воевать с «кафирами», оставаясь на местах, но отправлять свои семьи в ИГ. Тем, кто не имеет связи с местными «муджахидами», журнал однозначно предписывает переселяться в ИГ, приводя в пример некую женщину, которую «при переселении пленили турецкие собаки и передали своим братьям — еврейским собакам».
Умеренных мусульман журнал убеждает перейти на сторону радикального ислама, для этого приводит выдержки из Корана и Сунны, рассуждения теологов, исторические сведения об Арабском халифате и др.
В первом номере журнала вышла статья автора, который рассказал, что воевал в Чечне, а затем уехал в Сирию, где присоединился к ИГ. Оставшиеся материалы были посвящены истории халифов в исламе. Журналист радио «Азаттык» (казахский филиал радио «Свобода») пишет, что первый выпуск «Истока» по сравнению с англоязычным журналом ИГ «Дабик» выглядит «неимоверно скучным». Авторы материалов в первом номере не названы, возможно, это группа боевиков с Северного Кавказа, связанная с Абу Умаром аш-Шишани (Тарханом Батирашвили), которая отправилась в Ирак. Среди них — Абу Джихад (Ислам Атабиев) и Ахмад Чатаев, возможный соратник Доку Умарова — бывшего лидера «Имарата Кавказ».
В четвёртом номере журнала сообщалось о казни женщины, которая в течение нескольких лет сотрудничала с ФСБ на Кавказе и затем перебралась на территорию ИГ, передавая информацию российским спецслужбам. Журнал также утверждает, что мусульмане должны непрерывно и повсюду нападать на всех «кафиров» (даже если они не вредят мусульманам) до тех пор, пока те не примут ислам или не станут платить джизью.

## Запрет
В мае 2016 года Министерство юстиции России включило ряд материалов журнала в Федеральный список экстремистских материалов.